# Bitwa pod Rykontami
Bitwa pod Rykontami – bitwa stoczona 28 czerwca 1812 roku pomiędzy siłami francusko-polskimi a rosyjskimi w pierwszych dniach napoleońskiego najazdu na Rosję. Bitwa zakończyła się zwycięstwem wojsk inwazyjnych.